# Застава Баден-Виртемберга
Застава Баден-Виртемберга је застава немачке савезне државе Баден-Виртемберг. Сачињена је од црне и златне боје. Застава, иако је идентична, нема симболику нити везу са заставом Аустријског царства, а такође подсећа на заставу немачког града Ахена.

## Историја
Застава је настала 1952. године, након спајања бивших немачких држава Баден, Виртемберг-Баден и Виртемберг-Хоенцолерн, које су подељене због различитих окупационих снага после Другог светског рата.  Боје су изабране као црна и златна, и дефинисане су уставом покрајине Баден-Виртемберг, усвојеним 11. новембра 1953. 